# Cồn cát 45, Namibia

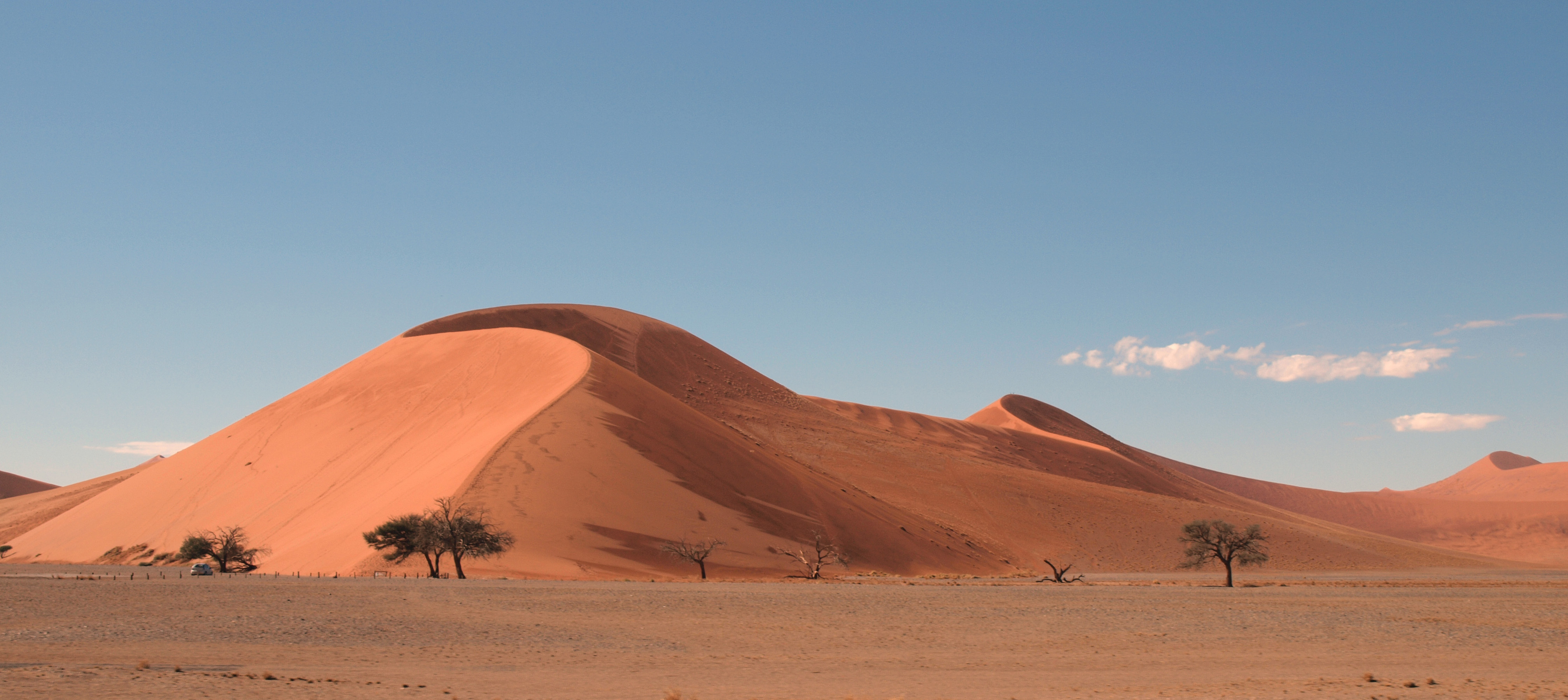
Cảnh quan của Cồn cát 45

Cồn cát 45 là một cồn cát nằm tại Sossusvlei trong khu vực hoang mạc Namib, Namibia. Nó có chiều cao từ 80-170 mét và đã có tuổi đời lên đến 5 triệu năm.
Tên của cồn cát này có lẽ xuất phát từ thực tế, đó là nó nằm ở kilômét thứ 45 của con đường nối từ cổng Sesriem đến Sossusvlei. Một số thông tin khác lại cho rằng đây là cồn cát thứ 45 nhìn từ Đại Tây Dương.
Nó được hình thành qua quá trình tích tụ bởi sông Orange từ hoang mạc Kalahari và được những cơn gió đưa đến đây. Do gần con đường đi đến Sossusvlei nên đây là một địa điểm thu hút khách du lịch, đặc biệt là sau khi mặt trời mọc hoặc một khoảng thời gian ngắn trước khi mặt trời lặn, khi một trong những mặt của nó có bóng râm. 